# Ministerstwo Inwestycji i Rozwoju
Ministerstwo Inwestycji i Rozwoju (MIiR) – polski urząd administracji rządowej obsługujący ministra właściwego do spraw dwóch działów administracji rządowej: budownictwo, planowanie i zagospodarowanie przestrzenne oraz mieszkalnictwo, a także rozwój regionalny.
Ministerstwo zostało utworzone 12 stycznia 2018 (z mocą obowiązującą od 9 stycznia) w drodze przekształcenia dotychczasowego Ministerstwa Rozwoju. Wówczas określono, że ministerstwo zajmować się będzie sprawami działu rozwój regionalny. 23 stycznia 2018, z mocą od dnia poprzedniego, do ministerstwa włączono komórki organizacyjne i ich pracowników zajmujących się sprawami działu budownictwo, planowanie i zagospodarowanie przestrzenne oraz mieszkalnictwo z dotychczasowego Ministerstwa Infrastruktury i Budownictwa. 15 listopada 2019 ministerstwo zostało przekształcone w Ministerstwo Funduszy i Polityki Regionalnej.

## Kierownictwo

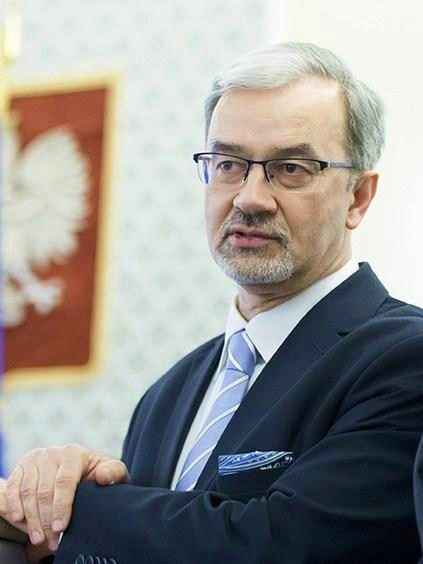
Jerzy Kwieciński

- Jerzy Kwieciński – minister finansów, inwestycji i rozwoju od 20 września 2019[7] (minister inwestycji i rozwoju od 9 stycznia 2018[8] do 20 września 2019[9]),
- Artur Soboń (PiS) – sekretarz stanu ds. budownictwa od 7 lutego 2018[10]
- Waldemar Buda (PiS) – sekretarz stanu od 4 czerwca 2019
- Grzegorz Puda (PiS) – sekretarz stanu od 15 lipca 2019
- Robert Bartold – dyrektor generalny

## Struktura organizacyjna
W skład ministerstwa wchodzi Gabinet Polityczny Ministra oraz następujące jednostki organizacyjne:
- Departament Architektury, Budownictwa i Geodezji
- Departament Budżetu Rozwoju
- Departament Certyfikacji i Desygnacji
- Departament Europejskiego Funduszu Społecznego
- Departament Gospodarki Nieruchomościami
- Departament Informatyki
- Departament Kontroli
- Departament Koordynacji Wdrażania Funduszy Unii Europejskiej
- Departament Lokalizacji Inwestycji
- Departament Mieszkalnictwa
- Departament Orzecznictwa
- Departament Partnerstwa Publiczno-Prywatnego
- Departament Polityki Przestrzennej
- Departament Prawny
- Departament Programów Infrastrukturalnych
- Departament Programów Pomocowych
- Departament Programów Ponadregionalnych
- Departament Programów Wsparcia Innowacji i Rozwoju
- Departament Promocji Funduszy Europejskich
- Departament Regionalnych Programów Operacyjnych
- Departament Rozwoju Cyfrowego
- Departament Spraw Europejskich i Współpracy Międzynarodowej
- Departament Strategii Rozwoju
- Departament Współpracy Terytorialnej
- Biuro Administracyjne
- Biuro Dyrektora Generalnego
- Biuro Komunikacji
- Biuro Ministra
- Biuro Obsługi Pełnomocnika Rządu do spraw Małych i Średnich Przedsiębiorstw
- Biuro Obsługi Pełnomocnika Rządu do spraw Strategicznej Infrastruktury Energetycznej
- Biuro Polityki Bezpieczeństwa
- Biuro Rzecznika Funduszy Europejskich
- Biuro Zarządzania Zasobami Ludzkimi.

Organy podległe ministrowi lub przez niego nadzorowane:
- Główny Geodeta Kraju
- Główny Inspektor Nadzoru Budowlanego

Jednostki organizacyjne podległe ministrowi:
- Centrum Projektów Europejskich w Warszawie
- Wydział Polityki Regionalnej i Spójności przy Stałym Przedstawicielstwie Rzeczypospolitej Polskiej Unii Europejskiej w Brukseli

Jednostki organizacyjne nadzorowane przez ministra:
- Instytut Geodezji i Kartografii
- Instytut Techniki Budowlanej
- Krajowy Instytut Polityki Przestrzennej i Mieszkalnictwa
- Krajowy Zasób Nieruchomości